# Liste du patrimoine culturel immatériel de l'humanité en Islande
Cet article recense les pratiques inscrites au patrimoine culturel immatériel en Islande.

## Statistiques
L'Islande ratifie la convention pour la sauvegarde du patrimoine culturel immatériel le 23 novembre 2005. La première pratique protégée est inscrite en 2021.
En 2021, l'Islande compte 1 élément inscrit au patrimoine culturel immatériel, sur la liste représentative.

## Listes

### Liste représentative
L'élément suivant est inscrit sur la liste représentative du patrimoine culturel immatériel de l'humanité :
| Élément                                      | Type                                         | Subdivision | Année | Lien  | Notes | Illus. |
| -------------------------------------------- | -------------------------------------------- | ----------- | ----- | ----- | --- | ------ |
| Les traditions nordiques des bateaux à clins | savoir-faire liés à l’artisanat traditionnel |             | 2021  | 01686 | Partagé avec le Danemark, la Liste du patrimoine culturel immatériel de l'humanité en Finlande, la Norvège et la Suède |        |

### Patrimoine immatériel nécessitant une sauvegarde urgente
L'Islande ne compte aucun élément listé sur la liste du patrimoine immatériel nécessitant une sauvegarde urgente.

### Registre des meilleures pratiques de sauvegarde
L'Islande ne compte aucune pratique listée au registre des meilleures pratiques de sauvegarde.